# 598719 Alegalli
598719 Alegalli è un asteroide della fascia principale. Scoperto nel 2002, presenta un'orbita caratterizzata da un semiasse maggiore pari a 2,6977634 au e da un'eccentricità di 0,0668176, inclinata di 6,40464° rispetto all'eclittica.
L'asteroide è dedicato all'astronomo amatoriale uruguaiano Alejandro Galli.